# Oberkaseralm
Die Oberkaseralm ist eine Alm im Ortsteil Sachrang der Gemeinde Aschau im Chiemgau.
Zwei Almhütten der Oberkaseralm stehen unter Denkmalschutz und sind unter der Nummer D-1-87-114-131 in die Bayerische Denkmalliste eingetragen.

## Baubeschreibung
Die nördliche Almhütte ist ein eingeschossiger, verputzter Massivbau mit Flachsatteldach und verschaltem Giebel. Das Gebäude wurde 1792 errichtet und 1925 verlängert.
Die südliche Almhütte ist ebenfalls ein eingeschossiger, verputzter Massivbau mit Flachsatteldach und verschaltem Giebel. Die südliche Alm hat außerdem einen Kniestock sowie nördlich einen abgeschlepptem Anbau. Das Gebäude ist mit dem Jahr 1850 bezeichnet.

## Heutige Nutzung
Die Oberkaseralm wird noch landwirtschaftlich genutzt.

## Sonstiges
Von 1941 bis 2017 war Maria Furtner (in anderen Quellen auch Maria Wiesbeck), auch bekannt als „Oberkaser-Marie“ und „Marie vom Geiglstoa“, Sennerin auf der Oberkaseralm. Sie verbrachte bis ins hohe Alter von 92 Jahren auch die Winter auf der Alm, nachdem das Vieh längst ins Tal getrieben wurde. Ungewollte Berühmtheit erlangte sie, als ihre Alm im Winter 2009 von einer Lawine verschüttet wurde und nur noch der Kamin zu sehen war. Die Bergwacht legte einen Zugang zur Hütte frei und brachte die Seniorin ins Tal, die jedoch nach zwei Tagen auf eigenen Wunsch wieder auf die Alm und zu ihren Hauskatzen zurückkehrte. Die „Oberkaser-Marie“ verstarb 2017 auf der Oberkaseralm, während die Bergwacht Sachrang nur wenige Meter entfernt die jährliche Bergmesse abhielt.

## Lage
Die Oberkaseralm befindet sich östlich von Sachrang unterhalb des Gipfels des Geigelsteins auf einer Höhe von 1660 m ü. NN.
Südlich der Oberkaseralm befinden sich die Mitterkaseralm, die Priener Hütte und die Niederkaseralm.